# التعديل الثامن عشر لدستور الولايات المتحدة
التعديل الثامن عشر لدستور الولايات المتحدة (بالإنجليزية: Eighteenth Amendment to the United States Constitution) نص على حظر الكحوليات في الولايات المتحدة. واقترح الكونغرس هذا التعديل في 18 ديسمبر عام 1917، ووافق عليه العدد المطلوب من الولايات في 16 يناير عام 1919. وألغي التعديل الثامن عشر عبر التعديل الحادي والعشرين في 5 ديسمبر عام 1933. وهو التعديل الوحيد الذي ألغي.
كان التعديل الثامن عشر نتاج عقود من الجهود التي بذلتها حركة الاعتدال، التي رأت أن فرض حظر على بيع الكحوليات من شأنه أن يخفف من حدة الفقر والمشكلات المجتمعية الأخرى. وأعلن التعديل الثامن عشر أن إنتاج ونقل وبيع المشروبات الكحولية المسكرة غير قانوني، على الرغم من أنه لا يحظر الاستهلاك الفعلي للكحوليات. بعد فترة وجيزة من إبرام التعديل، أصدر الكونغرس قانون فولستد للنص على الإنفاذ الفيدرالي للحظر. وأعلن قانون فولستد أن المشروبات الروحية والنبيذ والجعة كلها تصنف مشروبات مسكرة وبالتالي جرى حظرها. وبموجب شروط التعديل الثامن عشر بدأ الحظر في 17 يناير عام 1920، بعد عام واحد من إبرامه.
على الرغم من أن التعديل الثامن عشر أدى إلى انخفاض في استهلاك الكحول في الولايات المتحدة، إلا أن إنفاذ الحظر على الصعيد الوطني أثبت صعوبته، لا سيما في المدن. وشاع تهريب الكحوليات والمتاجرة بها بشكل غير قانوني في كثير من الأماكن. بدأت المشاعر العامة بالتحول ضد الحظر خلال عشرينيات القرن العشرين، وطالب المرشح الرئاسي الديمقراطي فرانكلين دي روزفلت عام 1932 بإلغائه. أخيرًا، ألغى التعديل الحادي والعشرون التعديل الثامن عشر في عام 1933، ما جعل التعديل الثامن عشر هو التعديل الوحيد الذي ألغي بالكامل حتى الآن.

## نص التعديل
القسم 1. بعد عام واحد من إبرام هذه المادة، يصبح تصنيع أو بيع أو نقل المشروبات الكحولية المسكرة داخل الولايات المتحدة أو استيرادها أو تصديرها من الولايات المتحدة وجميع الأراضي الخاضعة لولايتها القضائية لأغراض المشروبات محظورًا بموجب هذا التعديل.
القسم 2. يكون للكونغرس ومختلف الولايات سلطة مشتركة لفرض هذه المادة بالتشريع المناسب.
القسم 3. تصبح هذه المادة معطلة ما لم تبرم كتعديل للدستور من قبل الهيئات التشريعية في الولايات، كما هو منصوص عليه في الدستور، في غضون سبع سنوات من تاريخ تقديمها إلى الولايات من قبل الكونغرس.

## الخلفية
كان التعديل الثامن عشر نتيجة عقود من الجهد الذي بذلته حركة الاعتدال في الولايات المتحدة وفي ذلك الوقت كان يُنظر إليه عمومًا على أنه تعديل تقدمي. ابتداءً من عام 1906، بدأت رابطة مكافحة البارات (إيه إس إل) بقيادة حملة لحظر بيع الكحول على مستوى الولاية. بدأت الرابطة حملة من الخطب والإعلانات والمظاهرات العامة، زاعمين أن حظر بيع الكحول من شأنه أن يقضي على الفقر والمشكلات الاجتماعية، مثل السلوك اللاأخلاقي والعنف. مثلما أنه يلهم أشكالًا جديدة من التواصل الاجتماعي بين الرجال والنساء، وكانوا يعتقدون أن العائلات ستكون أكثر سعادة، وستكون الأخطاء الصناعية أقل، وبصورة عامة، سيكون العالم مكانًا أفضل. وبدأت مجموعات أخرى، مثل اتحاد الاعتدال المسيحي النسائي، بمحاولة حظر بيع المشروبات الكحولية وتصنيعها وتوزيعها. وبرزت الإصلاحية كاري نيشن في جميع أنحاء أمريكا في تلك الفترة، بسبب أعمالها العنيفة كتخريب ممتلكات البارات. وسنت العديد من الهيئات التشريعية في الولايات بالفعل حظرًا على مستوى الولاية قبل التصديق على التعديل الثامن عشر لكنها لم تحظر استهلاك الكحول في معظم الأسر. واستغرق الأمر بعض الولايات أطول من غيرها للتصديق على هذا التعديل، وخاصة الولايات الشمالية، بما في ذلك نيويورك ونيوجيرسي وفيرمونت. لقد انتهكوا القانون من خلال السماح ببيع بعض النبيذ والجعة. بحلول عام 1916، كانت 23 ولاية من أصل 48 قد أصدرت بالفعل قوانين ضد البارات، حتى أن بعضها حظر تصنيع الكحول في المقام الأول.

## حركة الاعتدال
كانت حركة الاعتدال تعمل بهدف الاستبعاد الكامل للكحول من الحياة العامة. وقد بدأت الحركة في أوائل القرن التاسع عشر داخل الكنائس المسيحية، وكانت ذات دوافع دينية. شملت المناطق المركزية التي تأسست فيها المجموعة منطقة ساراتوغا في نيويورك، وكذلك أجزاء من ماساتشوستس. مثلما كان للكنائس تأثير كبير في اكتساب أعضاء جدد وزيادة الدعم، إذ جمعت 6000 مجتمع محلي في عدة ولايات مختلفة.
تأسست مجموعة مكافحة البارات بإلهام من الحركة، وبدأت في أوائل القرن العشرين بالضغط بشدة من أجل الحظر في الولايات المتحدة. تأسست المجموعة في عام 1893 في ولاية أوهايو، وحصلت على دعم هائل من البروتستانت الإنجيليين، وأصبحت منظمة وطنية في عام 1895. نجحت المجموعة بالمساعدة في تنفيذ الحظر، من خلال الضغط المكثف وتأثيرها الواسع. بعد إلغاء الحظر، خسرت الجماعة نفوذها، وفي عام 1950 اندمجت مع مجموعات أخرى، وشكلت الرابطة الوطنية للاعتدال.

## الاقتراح والتصديق
في 1 أغسطس عام 1917، أصدر مجلس الشيوخ قرارًا يتضمن نص التعديل لعرضه على الولايات للتصديق عليه. وكانت الأصوات 65 مقابل 20، مع تصويت الديمقراطيين 36 لصالحه و12 ضده؛ وصوت الجمهوريون 29 لصالحه و8 ضده. أصدر مجلس النواب قرارًا معدلًا في 17 ديسمبر عام 1917. وكان هذا أول تعديل يفرض موعدًا للتصديق عليه وإلا يلغى التعديل.
في مجلس النواب، كان التصويت 282 مقابل 128، مع تصويت الديمقراطيين 141 لصالح التعديل و64 ضده؛ وصوت الجمهوريون 137 مؤيدًا و62 معارضًا. صوت أربعة مستقلين في مجلس النواب لصالح التعديل وصوت اثنان منهم ضد التعديل. وجرى اقتراحه رسميًا من قبل الكونغرس للولايات في اليوم التالي 18 ديسمبر عندما وافق مجلس الشيوخ على القرار، بأغلبية 47 صوتًا مقابل 8.
لم يحظر التعديل والتشريع التفويضي له استهلاك الكحول، ولكن جعل من الصعب الحصول على المشروبات الكحولية بشكل قانوني، إذ حظر بيعها وتصنيعها وتوزيعها في أراضي الولايات المتحدة. ويُعتقل كل من يُقبض عليه وهو يبيع أو يصنع أو يوزع مشروبات كحولية. ولأن الحظر بدأ تنفيذه بالفعل من قبل العديد من الولايات، فقد جرى إبرامه بسرعة ليصبح قانونًا. اكتمل التصديق على التعديل في 16 يناير عام 1919، عندما أصبحت نبراسكا الولاية السادسة والثلاثين من بين 48 ولاية في الاتحاد آنذاك تصدق عليه. وفي 29 يناير، أجاز وزير الخارجية بالوكالة فرانك ل. بولك التصديق.
لتعريف اللغة المستخدمة في التعديل، سن الكونغرس تشريعًا تفويضيًا يسمى قانون الحظر الوطني، المعروف باسم قانون فولستد، في 28 أكتوبر عام 1919. اعترض الرئيس وودرو ويلسون على هذا القانون، لكن مجلس النواب صوت على الفور لتجاوز حق النقض وصوت مجلس الشيوخ بالمثل في اليوم التالي. حدد قانون فولستد تاريخ البدء للحظر على الصعيد الوطني بيوم 17 يناير عام 1920، وهو أول تاريخ يسمح به التعديل الثامن عشر.